# Benjamin McKenzie
Benjamin McKenzie Schenkkan, accreditato anche come Ben McKenzie (Austin, 12 settembre 1978) è un attore statunitense di origini scozzesi, noto per aver interpretato il ruolo di Ryan Atwood nella serie televisiva The O.C. e del giovane James Gordon in Gotham.

## Biografia
Benjamin McKenzie è nato a Austin, in Texas, il 12 settembre 1978, da Mary Frances (Victory), una poetessa e Pieter Meade Schenkkan, avvocato. Ben è ebraico-olandese (dal nonno paterno), inglese e ha ascendenze scozzesi. Dal 1997 al 2001 ha frequentato l'Università della Virginia, dove si è laureato in Economia ed Affari Esteri. Durante i suoi primi anni all'Università è apparso in Misura per misura e Zoo Story. Dopo la laurea si è trasferito a New York.
Nel 2003 appare nella serie televisiva The O.C., nelle vesti di Ryan Atwood, ruolo che gli ha regalato una grande popolarità. Mentre compare in The O.C., ha fatto il suo debutto cinematografico in Junebug di Phil Morrison, nel ruolo del marito di Amy Adams. Il film ha ricevuto elogi al Sundance Film Festival 2005. È apparso anche nel film 88 minuti, in un ruolo centrale, con protagonista Al Pacino. Il suo primo ruolo da protagonista, è stato nel film Johnny Got His Gun nel 2008. Il film ha debuttato al Paramount Theater in Austin, Texas, nella sua città natale.
Tra il 2009 e il 2013 è stato il protagonista della serie di genere poliziesco, Southland, dove ha interpretato l'ufficiale di polizia Ben Sherman. Dal 2014 al 2019, è il protagonista della serie televisiva Gotham, dove McKenzie interpreta il ruolo del detective James Gordon, questa serie racconta la genesi dell'universo narrativo di Batman così come lo conosciamo oggi. Il 23 dicembre 2019 ha segnato il suo debutto a Broadway, nella commedia teatrale Grand Horizons.

## Vita privata
Ben è molto amico di Paul Wesley, conosciuto sul set di The O.C. a cui Wesley prese parte per un episodio. Continua ad avere contatti anche con altri ex-colleghi, tra i quali Adam Brody, Peter Gallagher e Logan Marshall-Green.
Ha frequentato la sua collega e co-star di The O.C Mischa Barton, e successivamente le attrici Emily VanCamp, Rachel McAdams e Zooey Deschanel. Dal 2015 inizia a frequentare la sua collega di Gotham, Morena Baccarin, con cui si sposa il 2 giugno 2017. La coppia ha una figlia, Frances Laiz Setta Schenkkan, nata il 2 marzo 2016  e un figlio, Arthur, nato a marzo 2021. È un appassionato di pugilato e culturismo, sport che pratica abitualmente.

## Filmografia

### Attore

#### Cinema
- Junebug, regia di Phil Morrison (2005)
- 88 minuti (88 minutes), regia di Jon Avnet (2007)
- Johnny Got His Gun, regia di Rowan Joseph (2008)
- Adventures in the Sin Bin, regia di Billy Federighi (2012)
- Annie Parker (Decoding Annie Parker), regia di Steven Bernstein (2013)
- Goodbye World, regia di Denis Hennelly (2013)
- Il fidanzato di mia sorella (How to Make Love Like an Englishman), regia di Tom Vaughan (2014)
- The Report, regia di Scott Z. Burns (2019)
- Live! Corsa contro il tempo (Line of Duty), regia di Steven C. Miller (2019)
- I Want You Back, regia di Jason Orley (2022)
- Bloat - Il demone del lago (Bloat), regia di Pablo Absento (2025)

#### Televisione
- The District – serie TV, episodio 3x05 (2002)
- JAG - Avvocati in divisa (JAG) – serie TV, episodio 8x17 (2003)
- The O.C. – serie TV, 92 episodi (2003-2007)
- Southland – serie TV, 43 episodi (2009-2013)
- Men at Work – serie TV, episodio 2x06 (2013)
- The Advocates, regia di David Nutter – film TV (2013)
- Gotham – serie TV, 100 episodi (2014-2019)

#### Cortometraggi
- The Eight Percent, regia di Alexander Poe (2009)
- The Blisters: How Four Became Three, regia di Christopher Storer (2011)

### Doppiatore
- Batman: Year One, regia di Sam Liu e Lauren Montgomery (2011)
- Scooby-Doo! Mystery Incorporated – serie animata, episodio 1x15 (2011)

## Teatro
- 2019: Grand Horizons, regia di Leigh Silverman, scritto da Bess Wohl

## Doppiatori italiani
Nelle versioni in italiano delle opere in cui ha recitato, Ben McKenzie è stato doppiato da:
- Emiliano Coltorti in JAG - Avvocati in divisa, The O.C., 88 Minuti, Southland, Live! - Corsa contro il tempo
- Francesco Bulckaen in Junebug
- Ruggero Andreozzi in Annie Parker
- Andrea Mete ne Il fidanzato di mia sorella
- Gianluca Cortesi in I Want You Back
- Marco De Risi in The District
- Gabriele Sabatini in Men at Work
- Gianfranco Miranda in Gotham
- Gianluca Cortesi in I Want You Back